# Třebůvka
Třebůvka (německy Mährische Triebe) je pravostranný přítok řeky Moravy v okrese Svitavy v Pardubickém kraji a v okresech Šumperk a Olomouc v Olomouckém kraji, přičemž okresem Svitavy protéká v délce 32 km ze svého celkem 48 km dlouhého toku. Povodí řeky má rozlohu 582,0 km².

## Průběh toku
Třebůvka pramení u Křenova v nadmořské výšce 462 m. Je jednou ze systémových vodotečí Zábřežské vrchoviny.

### Větší přítoky
- levé – Hřebečovský potok, Stříbrný potok, Kunčinský potok, Borušovský potok, Bohdalovský potok, Radelnovský potok, Radnička, Zlatnička, Podhrádek
- pravé – Pacovka, Jevíčka, Věžnice, Javoříčka

## Vodní režim

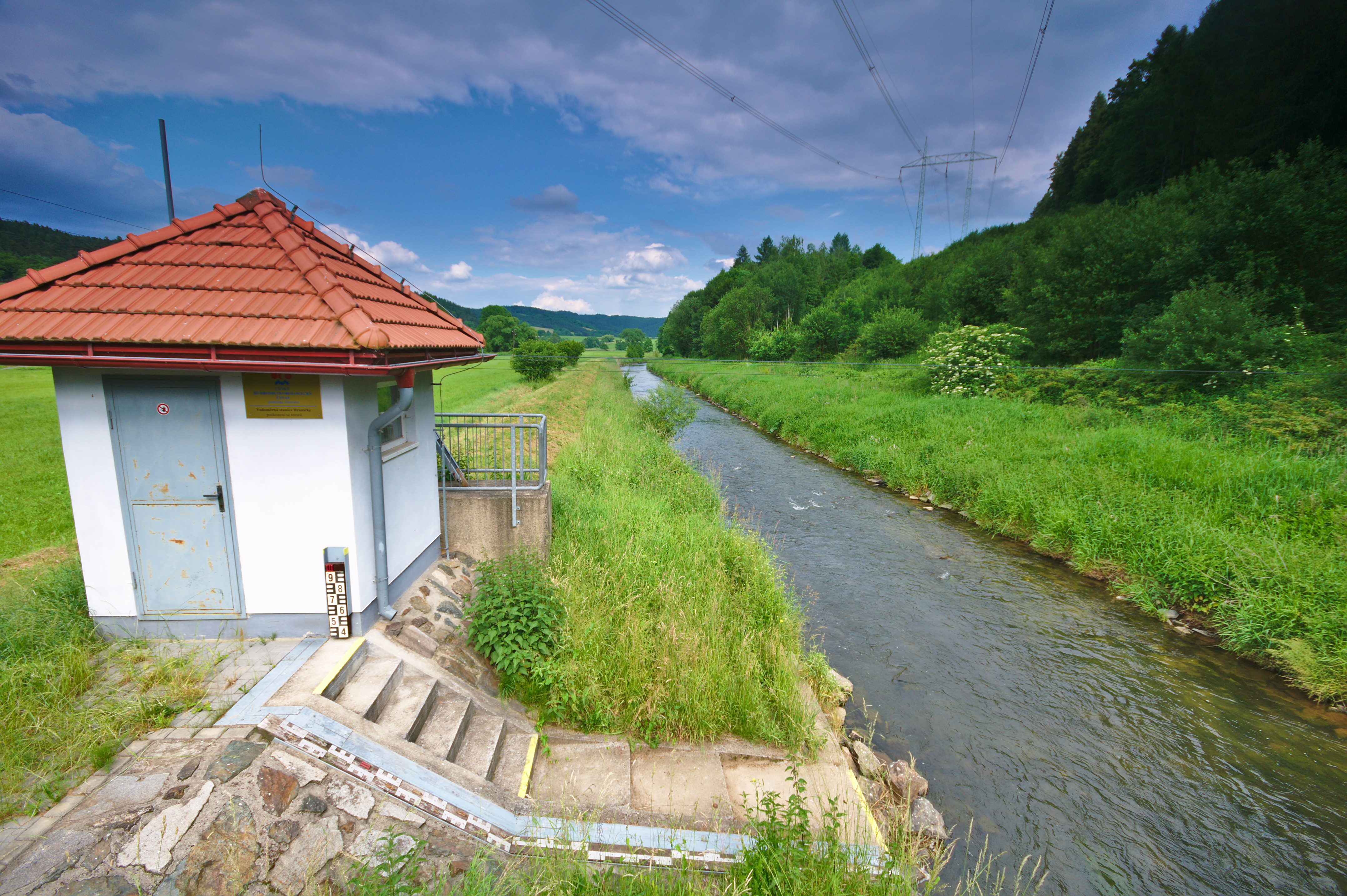
Hlásný profil Hraničky

Průměrný průtok Třebůvky u ústí činí 2,7 m³/s.
Hlásné profily:
| místo                    | říční km | plocha povodí | průměrný průtok (Qa) | stoletá voda (Q100) |
| ------------------------ | -------- | ------------- | -------------------- | ------------------- |
| Mezihoří                 | 23,80    | 177,44 km²    | 0,81 m³/s            | 52,9 m³/s           |
| Hraničky (Vranová Lhota) | 19,44    | 426,17 km²    | 1,94 m³/s            | 118,0 m³/s          |
| Loštice                  | 4,90     | 553,57 km²    | 2,48 m³/s            | 152,0 m³/s          |

## Fotogalerie

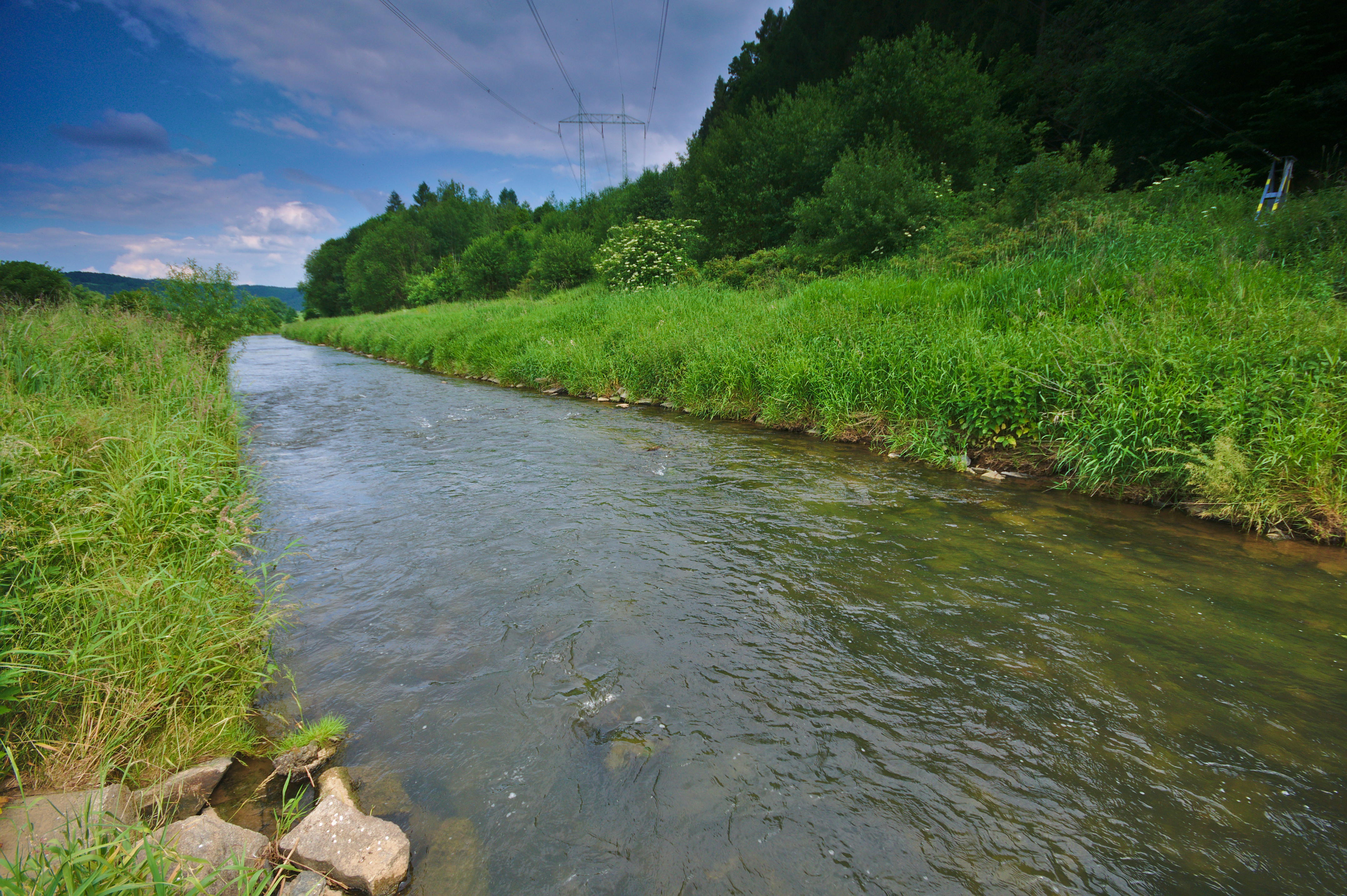
Řeka u osady Hraničky
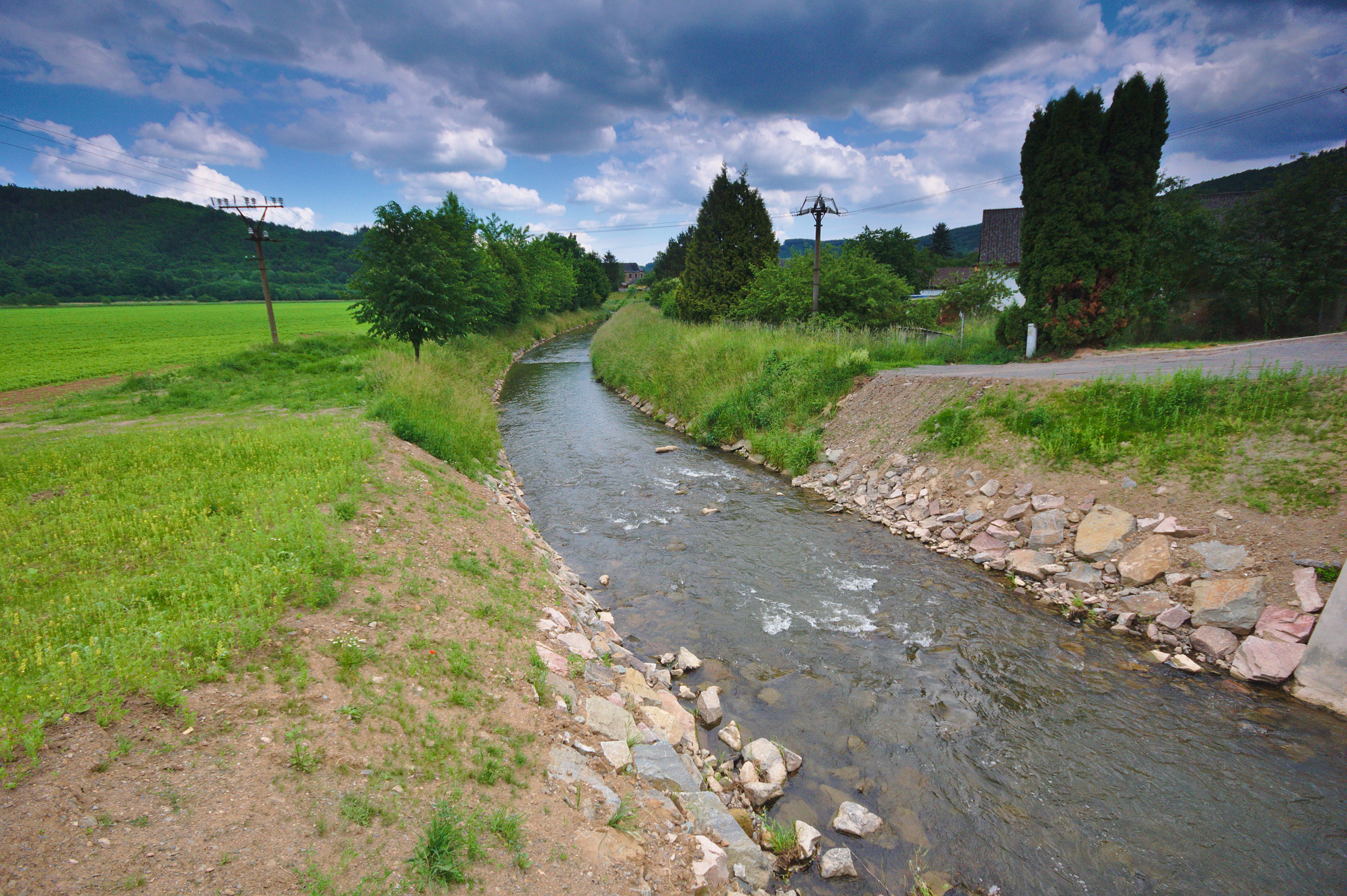
Tok u obce Vranová Lhota
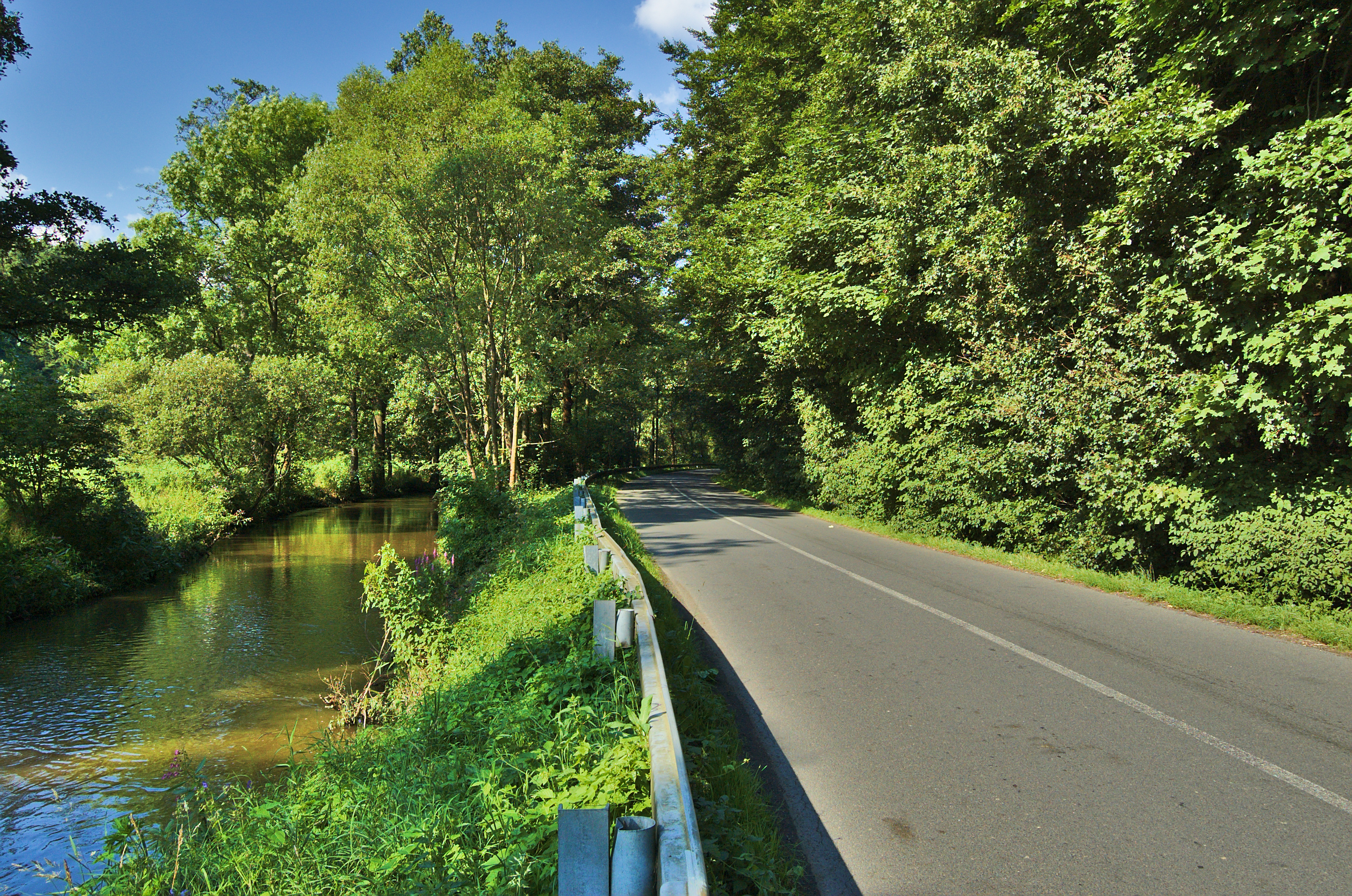
Třebůvka mezi obcemi Kozov a Bouzov – Doly
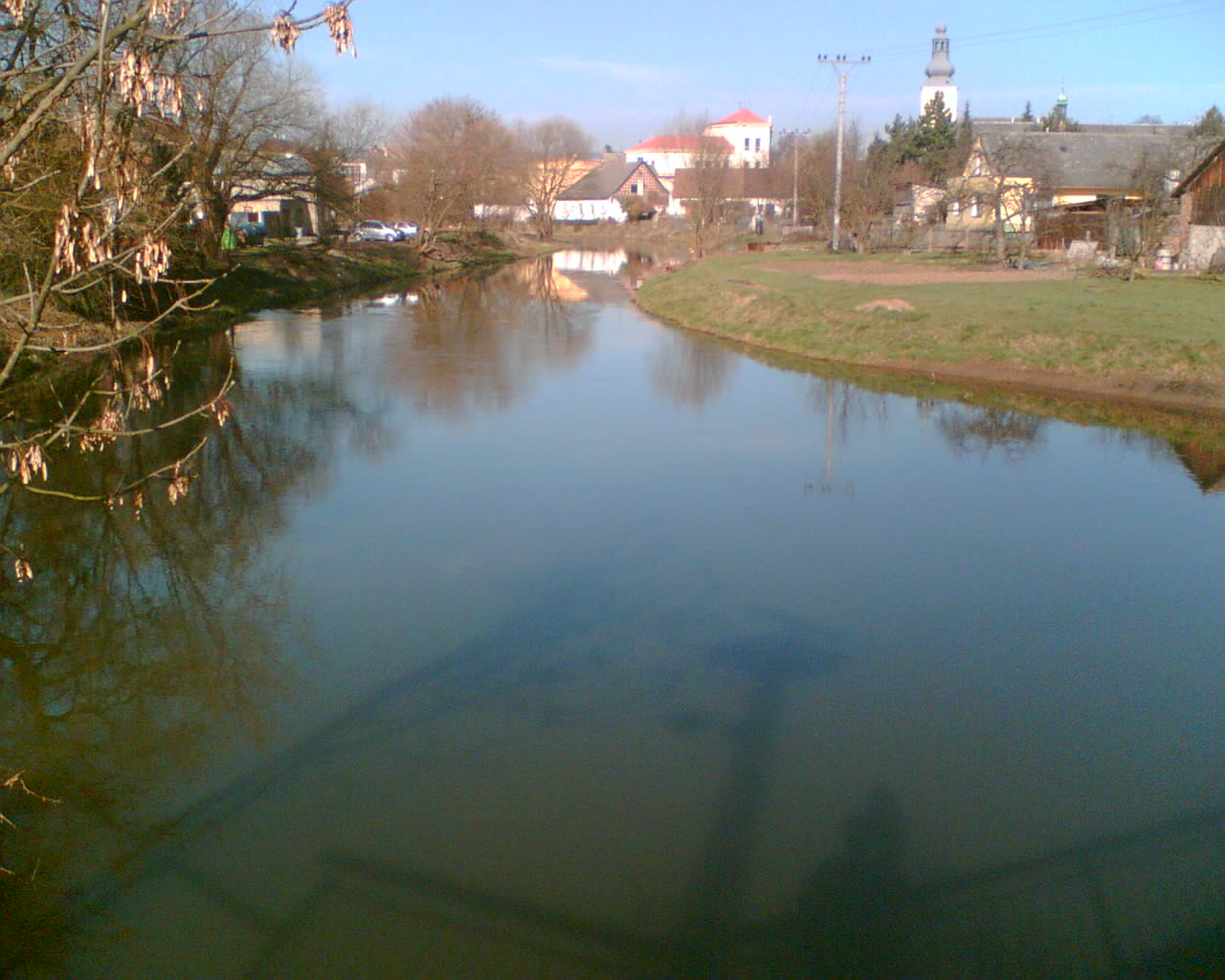
Třebůvka v Lošticích
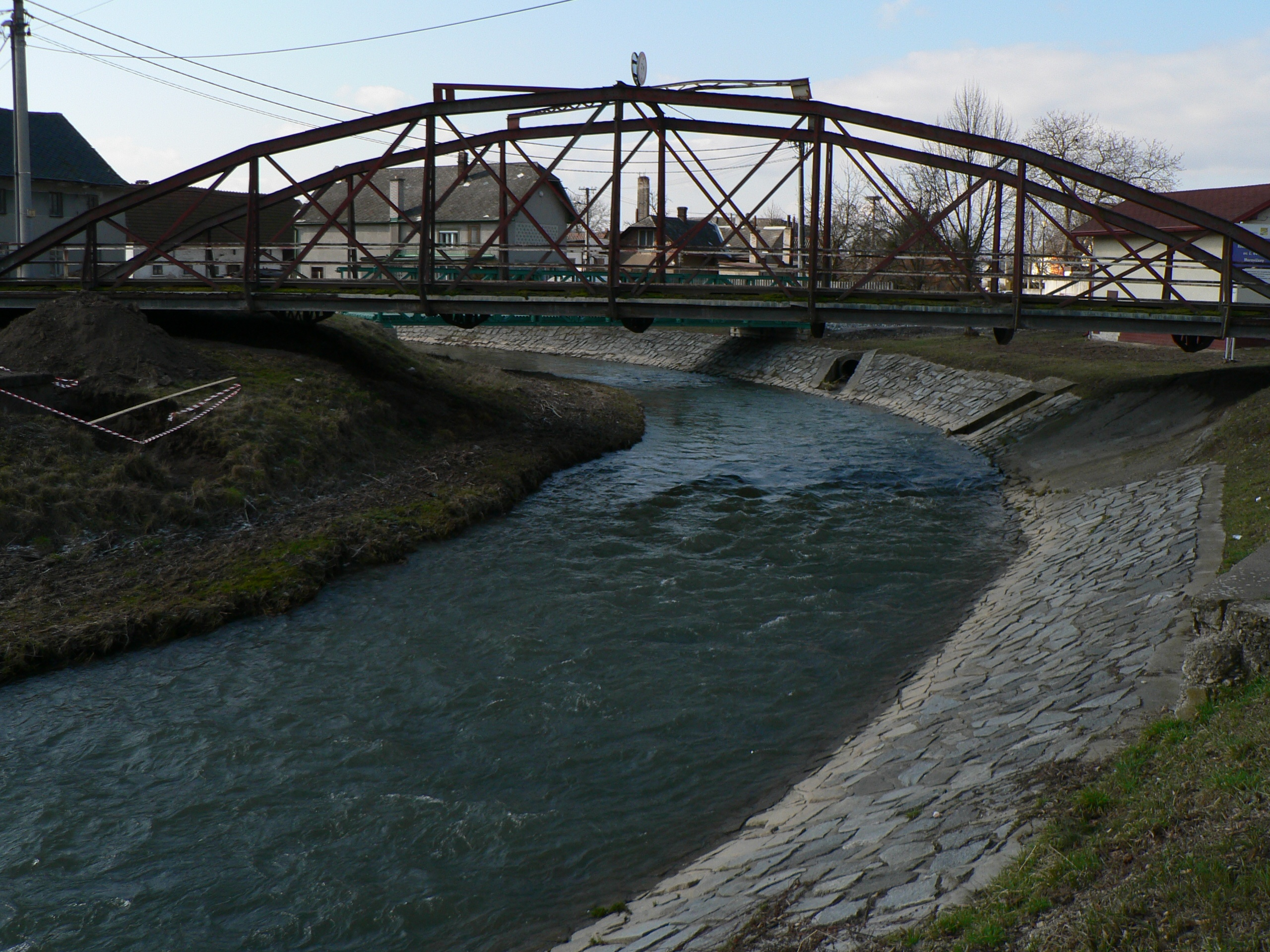
Třebůvka v Moravičanech